# Union des Églises missionnaires
 (septembre 2014).
L'Union des Églises missionnaires (UDEM) est une association chrétienne évangélique d'églises pentecôtistes en France. Elle est membre du CNEF.

## Histoire
L'Union est créée en 1989, sous le nom de Fédération Évangélique Missionnaire (FEM) avec le pasteur René Kennel de l’Église évangélique missionnaire de Besançon. À la suite d'une divergence d'opinion à la fin de 2006, la FEM a été dissoute. Certaines églises sont devenues indépendantes, d'autres se sont regroupées en une nouvelle fédération, l'Union des Églises missionnaires (UDEM). 
En 2017, l'union compte 13 églises membres.

## Croyances
L’union a une confession de foi pentecôtiste . Elle est membre du CNEF.